# Johann Wild (Oberamtmann)
Johann Carl Wilhelm Wild (* 27. August 1858 in Oberacker; † 16. März 1903 in Heidelberg) war ein deutscher Verwaltungs- und Ministerialbeamter.

## Leben
Johann Wild, Sohn eines evangelischen Pfarrers, studierte nach dem Besuch des Gymnasiums in Karlsruhe von 1877 bis 1882 Rechtswissenschaften an den Universitäten Freiburg, Berlin und Straßburg. 1878 wurde er Mitglied des Corps Rhenania Freiburg. 1882 legte er die 1. und 1885 die 2. juristische Staatsprüfung ab. Im August 1885 wurde er Referendär und Gehilfe, 1888 Amtmann beim Bezirksamt Waldshut. 1889 wechselte er zum Bezirksamt Mannheim, wo er 1891 zum Oberamtmann befördert wurde. 1892 wurde er zum Amtsvorstand des Bezirksamtes Buchen und 1896 des Bezirksamts Waldshut ernannt. Von 1902 bis zu seinem Tod 1902 war er Ministerialrat im badischen Innenministerium in Karlsruhe.
Wild gehörte dem Verwaltungsrat der Badischen Generalbrandkasse an.

## Auszeichnungen
- Ritterkreuz 1. Klasse des Ordens vom Zähringer Löwen, 1899